# 同源重組
同源重組（英語：Homologous recombination）是遺傳重組的一種類型，指兩股具有相似序列的DNA的重新排列，使遺傳物質發生交換。可發生於自然界中，或應用於人工的分子生物學技術。
真核生物體內的同源重組過程中發生於減數分裂時期，是染色體互換所造成的結果。除此之外，同源重組也能使遭受損害的染色體，得以利用與自身相似，且未受傷害的另一條染色體，來進行DNA修復作用。細菌的同源重組，則發生於細菌進行接合（conjugation）、转导（transduction）或是转化（transformation）的過程中。
許多技術利用同源重組將基因導入生物個體中，形成重組DNA，方法又稱基因標的（gene targeting）。